# تشارلز بيكر (لاعب كريكت)
تشارلز بيكر (5 يناير 1883 في المملكة المتحدة - 16 ديسمبر 1976 في المملكة المتحدة) (بالإنجليزية: Charles Baker)‏ هو لاعب كريكت بريطاني (وحمل سابقاً جنسية المملكة المتحدة لبريطانيا العظمى وأيرلندا). لعب مع نادي وارويكشاير للكريكيت ‏.